# Edinburg (Illinois)
Pour les articles homonymes, voir Edinburg.
Edinburg est un village du comté de Christian dans l'Illinois, aux États-Unis,. Il est incorporé le 6 juin 1874.

## Démographie
Lors du recensement de 2010, le village comptait une population de 1 078 habitants. Elle est estimée, en 2016, à 1 043 habitants.

## Source de la traduction
- (en) Cet article est partiellement ou en totalité issu de l’article de Wikipédia en anglais intitulé « Edinburg, Illinois » (voir la liste des auteurs).